# NGC 5662
NGC 5662 (другие обозначения — OCL 928, ESO 175-SC10) — рассеянное скопление в созвездии Центавр.
Этот объект входит в число перечисленных в оригинальной редакции «Нового общего каталога».